# Rick Leach
Rick Leach (* 29. Dezember 1964 in Arcadia, Kalifornien) ist ein ehemaliger US-amerikanischer Tennisspieler.

## Karriere
Der Mixed- und Doppel-Spezialist gewann in seiner Karriere insgesamt neun Grand-Slam-Titel.
Schon vor seiner Profikarriere gewann Leach an der University of Southern California mehrere NCAA-Titel. Nach dem Wechsel zum Profitennis 1987 konnte er dort an seine Erfolge anknüpfen; er gewann zahlreiche Turniere im Doppel und im Mixed. Am 26. März 1990 war Leach erstmals Weltranglistenerster im Doppel. Zudem gehörte er zum erfolgreichen Davis-Cup-Team der Vereinigten Staaten, das 1990 den Titel gewann.

## Erfolge
| Legende                       |
| Grand Slam                    |
| Tennis Masters Cup            |
| ATP Masters Series            |
| ATP International Series Gold |
| ATP International Series      |
| ATP Challenger Tour           |

### Doppel

#### Turniersiege

##### ATP Tour
| Nr. | Datum              | Turnier             | Belag         | Partner           | Finalgegner                               | Ergebnis                  |
| --- | ------------------ | ------------------- | ------------- | ----------------- | ----------------------------------------- | ------------------------- |
| 1.  | 20. Juli 1987      | Stuttgart           | Sand          | Tim Pawsat        | Mikael Pernfors Magnus Tideman            | 6:3, 6:4                  |
| 2.  | 12. Oktober 1987   | Scottsdale (1)      | Hartplatz     | Jim Pugh          | Dan Goldie Mel Purcell                    | 6:3, 6:2                  |
| 3.  | 4. Januar 1988     | Wellington          | Hartplatz     | Dan Goldie        | Broderick Dyke Glenn Michibata            | 6:2, 6:3                  |
| 4.  | 25. Januar 1988    | Australian Open (1) | Hartplatz     | Jim Pugh          | Jeremy Bates Peter Lundgren               | 6:3, 6:2, 6:3             |
| 5.  | 9. Mai 1988        | München             | Sand          | Jim Pugh          | Alberto Mancini Christian Miniussi        | 7:6, 6:1                  |
| 6.  | 25. Juli 1988      | Washington D.C. (1) | Hartplatz     | Jim Pugh          | Jorge Lozano Todd Witsken                 | 6:3, 6:7, 6:2             |
| 7.  | 8. August 1988     | Indianapolis        | Hartplatz     | Jim Pugh          | Ken Flach Robert Seguso                   | 6:4, 6:3                  |
| 8.  | 22. August 1988    | Cincinnati          | Hartplatz     | Jim Pugh          | Jim Grabb Patrick McEnroe                 | 6:2, 6:4                  |
| 9.  | 21. November 1988  | Detroit             | Teppich (i)   | Jim Pugh          | Ken Flach Robert Seguso                   | 6:4, 6:1                  |
| 10. | 11. Dezember 1988  | London              | Teppich (i)   | Jim Pugh          | Emilio Sánchez Vicario Sergio Casal       | 6:4, 6:3, 2:6, 6:0        |
| 11. | 30. Januar 1989    | Australian Open (2) | Hartplatz     | Jim Pugh          | Darren Cahill Mark Kratzmann              | 6:4, 6:4, 6:4             |
| 12. | 13. März 1989      | Scottsdale (2)      | Hartplatz     | Jim Pugh          | Paul Annacone Christo van Rensburg        | 6:7, 6:3, 6:2, 2:6, 6:4   |
| 13. | 1. Mai 1989        | Singapur            | Hartplatz     | Jim Pugh          | Paul Chamberlin Paul Wekesa               | 6:3, 6:4                  |
| 14. | 8. Mai 1989        | Forest Hills        | Sand          | Jim Pugh          | Jim Courier Pete Sampras                  | 6:4, 6:2                  |
| 15. | 27. November 1989  | Itaparica           | Hartplatz     | Jim Pugh          | Jorge Lozano Todd Witsken                 | 6:2, 7:6                  |
| 16. | 26. Februar 1990   | Philadelphia (1)    | Teppich (i)   | Jim Pugh          | Grant Connell Glenn Michibata             | 3:6, 6:4, 6:2             |
| 17. | 26. März 1990      | Miami (1)           | Hartplatz     | Jim Pugh          | Boris Becker Cássio Motta                 | 6:4, 3:6, 6:3             |
| 18. | 9. Juli 1990       | Wimbledon           | Rasen         | Jim Pugh          | Pieter Aldrich Danie Visser               | 7:6, 7:6, 7:6             |
| 19. | 18. Februar 1991   | Philadelphia (2)    | Teppich (i)   | Jim Pugh          | Udo Riglewski Michael Stich               | 6:4, 6:4                  |
| 20. | 13. Mai 1991       | Charlotte           | Sand          | Jim Pugh          | Bret Garnett Greg Van Emburgh             | 6:3, 2:6, 6:3             |
| 21. | 13. April 1992     | Tokio (1)           | Hartplatz     | Kelly Jones       | John Fitzgerald Anders Järryd             | 0:6, 7:5, 6:3             |
| 22. | 24. August 1992    | New Haven           | Hartplatz     | Kelly Jones       | Patrick McEnroe Jared Palmer              | 7:6, 6:7, 6:2             |
| 23. | 12. April 1993     | Tokio (2)           | Hartplatz     | Ken Flach         | Glenn Michibata David Pate                | 2:6, 6:3, 6:4             |
| 24. | 21. Juni 1993      | Manchester (1)      | Rasen         | Ken Flach         | Stefan Kruger Glenn Michibata             | 6:4, 6:1                  |
| 25. | 26. Juli 1993      | Washington D.C. (2) | Hartplatz     | Byron Black       | Grant Connell Patrick Galbraith           | 6:4, 7:5                  |
| 26. | 13. September 1993 | US Open             | Hartplatz     | Ken Flach         | Martin Damm Karel Nováček                 | 6:7, 6:4, 6:2             |
| 27. | 7. Februar 1994    | San José            | Hartplatz (i) | Jared Palmer      | Byron Black Jonathan Stark                | 4:6, 6:4, 6:4             |
| 28. | 20. Juni 1994      | Manchester (2)      | Rasen         | Danie Visser      | Scott Davis Trevor Kronemann              | 6:4, 4:6, 7:6             |
| 29. | 20. August 1995    | New Haven           | Hartplatz     | Scott Melville    | Leander Paes Nicolás Pereira              | 7:6, 6:4                  |
| 30. | 15. Januar 1996    | Jakarta             | Hartplatz     | Scott Melville    | Kent Kinnear Dave Randall                 | 6:1, 2:6, 6:1             |
| 31. | 11. März 1996      | Scottsdale (3)      | Hartplatz     | Patrick Galbraith | Richey Reneberg Brett Steven              | 5:7, 7:5, 7:5             |
| 32. | 29. April 1996     | Seoul               | Hartplatz     | Jonathan Stark    | Kent Kinnear Kevin Ullyett                | 6:4, 6:4                  |
| 33. | 11. November 1996  | Moskau              | Teppich (i)   | Andrei Olchowski  | Jiří Novák David Rikl                     | 4:6, 6:1, 6:2             |
| 34. | 23. November 1997  | Hartford            | Teppich (i)   | Jonathan Stark    | Mahesh Bhupathi Leander Paes              | 6:3, 6:4, 7:6             |
| 35. | 30. März 1998      | Miami (2)           | Hartplatz     | Ellis Ferreira    | Alex O’Brien Jonathan Stark               | 6:2, 6:4                  |
| 36. | 15. Juni 1998      | Halle               | Rasen         | Ellis Ferreira    | John-Laffnie de Jager Marc-Kevin Goellner | 4:6, 6:4, 7:6             |
| 37. | 17. Mai 1999       | Rom                 | Sand          | Ellis Ferreira    | David Adams John-Laffnie de Jager         | 6:7, 6:1, 6:2             |
| 38. | 17. Januar 2000    | Auckland            | Hartplatz     | Ellis Ferreira    | Olivier Delaître Jeff Tarango             | 7:5, 6:4                  |
| 39. | 31. Januar 2000    | Australian Open     | Hartplatz     | Ellis Ferreira    | Wayne Black Andrew Kratzmann              | 6:4, 3:6, 6:3, 3:6, 18:16 |
| 40. | 17. April 2000     | Atlanta             | Sand          | Ellis Ferreira    | Justin Gimelstob Mark Knowles             | 6:3, 6:4                  |
| 41. | 8. Oktober 2001    | Tokio (3)           | Hartplatz     | David Macpherson  | Paul Hanley Nathan Healey                 | 1:6, 7:6, 7:6             |
| 42. | 29. Oktober 2001   | Basel               | Teppich (i)   | Ellis Ferreira    | Mahesh Bhupathi Leander Paes              | 7:6, 6:4                  |
| 43. | 5. November 2001   | Paris               | Teppich (i)   | Ellis Ferreira    | Mahesh Bhupathi Leander Paes              | 3:6, 6:4, 6:3             |
| 44. | 2. Februar 2002    | Bangalore           | Hartplatz     | Ellis Ferreira    | Petr Pála Pavel Vízner                    | 6:76, 7:62, 6:4, 6:4      |
| 45. | 8. März 2004       | Scottsdale (4)      | Hartplatz     | Brian MacPhie     | Jeff Coetzee Chris Haggard                | 6:3, 6:1                  |
| 46. | 1. August 2005     | Los Angeles         | Hartplatz     | Brian MacPhie     | Jonathan Erlich Andy Ram                  | 6:3, 6:4                  |

##### Challenger Tour
| Nr. | Datum             | Turnier  | Belag     | Partner          | Finalgegner                            | Ergebnis      |
| --- | ----------------- | -------- | --------- | ---------------- | -------------------------------------- | ------------- |
| 1.  | 4. August 1986    | Raleigh  | Sand      | Jim Pugh         | Mark Basham Ron Erskine                | 6:4, 6:3      |
| 2.  | 27. Juli 1987     | Seattle  | Hartplatz | Patrick McEnroe  | Brian Levine David Macpherson          | 5:7, 6:2, 6:3 |
| 3.  | 17. November 1994 | Glendale | Hartplatz | Trevor Kronemann | Brian Gyetko Bryan Shelton             | 6:4, 6:3      |
| 4.  | 14. März 2005     | Sunrise  | Hartplatz | Travis Parrott   | Jan-Michael Gambill Mark Philippoussis | kampflos      |

#### Finalteilnahmen
| Nr. | Datum              | Turnier         | Belag         | Partner          | Finalgegner                         | Ergebnis           |
| --- | ------------------ | --------------- | ------------- | ---------------- | ----------------------------------- | ------------------ |
| 1.  | 15. Juni 1987      | Queen’s Club    | Rasen         | Tim Pawsat       | Guy Forget Yannick Noah             | 4:6, 4:6           |
| 2.  | 2. Mai 1988        | Hamburg         | Sand          | Jim Pugh         | Darren Cahill Laurie Warder         | 4:6, 4:6           |
| 3.  | 12. September 1988 | US Open         | Hartplatz     | Jim Pugh         | Sergio Casal Emilio Sánchez Vicario | w/o                |
| 4.  | 10. Oktober 1988   | Scottsdale      | Hartplatz     | Jim Pugh         | Scott Davis Tim Wilkison            | 4:6, 6:7           |
| 5.  | 27. Februar 1989   | Philadelphia    | Teppich (i)   | Jim Pugh         | Paul Annacone Christo van Rensburg  | 3:6, 5:7           |
| 6.  | 10. Juli 1989      | Wimbledon       | Rasen         | Jim Pugh         | John Fitzgerald Anders Järryd       | 6:3, 6:7, 4:6, 6:7 |
| 7.  | 13. November 1989  | Stockholm       | Teppich (i)   | Jim Pugh         | Jorge Lozano Todd Witsken           | 3:6, 7:5, 3:6      |
| 8.  | 12. November 1990  | Wembley         | Teppich (i)   | Jim Pugh         | Jim Grabb Patrick McEnroe           | 6:7, 6:4, 3:6      |
| 9.  | 10. Juni 1991      | French Open     | Sand          | Jim Pugh         | John Fitzgerald Anders Järryd       | 0:6, 6:7           |
| 10. | 4. November 1991   | Paris           | Teppich (i)   | Kelly Jones      | John Fitzgerald Anders Järryd       | 6:3, 3:6, 2:6      |
| 11. | 27. Januar 1992    | Australian Open | Hartplatz     | Kelly Jones      | Todd Woodbridge Mark Woodforde      | 4:6, 3:6, 4:6      |
| 12. | 14. September 1992 | US Open         | Hartplatz     | Kelly Jones      | Jim Grabb Richey Reneberg           | 6:3, 6:7, 3:6, 3:6 |
| 13. | 23. August 1993    | Indianapolis    | Hartplatz     | Ken Flach        | Scott Davis Todd Martin             | 4:6, 4:6           |
| 14. | 10. Juli 1995      | Wimbledon       | Rasen         | Scott Melville   | Todd Woodbridge Mark Woodforde      | 5:7, 6:7, 6:7      |
| 15. | 28. August 1995    | Long Island     | Hartplatz     | Scott Melville   | Cyril Suk Daniel Vacek              | 7:5, 6:7, 6:7      |
| 16. | 22. April 1996     | Tokio           | Hartplatz     | Mark Knowles     | Todd Woodbridge Mark Woodforde      | 2:6, 3:6           |
| 17. | 13. Januar 1997    | Auckland        | Hartplatz     | Jonathan Stark   | Ellis Ferreira Patrick Galbraith    | 4:6, 6:4, 6:7      |
| 18. | 24. Februar 1997   | Memphis         | Hartplatz (i) | Jonathan Stark   | Ellis Ferreira Patrick Galbraith    | 3:6, 6:3, 1:6      |
| 19. | 10. März 1997      | Scottsdale      | Hartplatz     | Jonas Björkman   | Luis Lobo Javier Sánchez            | 3:6, 3:6           |
| 20. | 28. Juli 1997      | Los Angeles     | Hartplatz     | Mahesh Bhupathi  | Sébastien Lareau Alex O’Brien       | 6:7, 4:6           |
| 21. | 13. Oktober 1997   | Singapur        | Teppich       | Jonathan Stark   | Mahesh Bhupathi Leander Paes        | 4:6, 4:6           |
| 22. | 27. Oktober 1997   | Stuttgart       | Teppich (i)   | Jonathan Stark   | Todd Woodbridge Mark Woodforde      | 3:6, 3:6           |
| 23. | 3. November 1997   | Paris           | Teppich (i)   | Jonathan Stark   | Jacco Eltingh Paul Haarhuis         | 2:6, 6:7           |
| 24. | 12. Januar 1998    | Adelaide        | Hartplatz     | Ellis Ferreira   | Joshua Eagle Andrew Florent         | 4:6, 7:6, 3:6      |
| 25. | 20. April 1998     | Barcelona       | Sand          | Ellis Ferreira   | Jacco Eltingh Paul Haarhuis         | 5:7, 0:6           |
| 26. | 18. Mai 1998       | Rom             | Sand          | Ellis Ferreira   | Mahesh Bhupathi Leander Paes        | 4:6, 6:4, 6:7      |
| 27. | 10. August 1998    | Toronto         | Hartplatz     | Ellis Ferreira   | Martin Damm Jim Grabb               | 7:6, 2:6, 6:7      |
| 28. | 15. März 1999      | Indian Wells    | Hartplatz     | Ellis Ferreira   | Wayne Black Sandon Stolle           | 6:7, 3:6           |
| 29. | 26. Juni 2000      | Nottingham      | Rasen         | Ellis Ferreira   | Donald Johnson Piet Norval          | 6:1, 4:6, 3:6      |
| 30. | 14. August 2000    | Cincinnati      | Hartplatz     | Ellis Ferreira   | Todd Woodbridge Mark Woodforde      | 6:7, 4:6           |
| 31. | 11. September 2000 | US Open         | Hartplatz     | Ellis Ferreira   | Lleyton Hewitt Maks Mirny           | 4:6, 7:5, 6:7      |
| 32. | 30. April 2001     | Atlanta         | Sand          | David Macpherson | Mahesh Bhupathi Leander Paes        | 3:6. 6:7           |
| 33. | 16. Februar 2004   | San José        | Hartplatz (i) | Brian MacPhie    | James Blake Mardy Fish              | 2:6, 5:7           |
| 34. | 19. April 2004     | Houston         | Sand          | Brian MacPhie    | James Blake Mardy Fish              | 3:6, 4:6           |
| 35. | 21. Juni 2004      | Nottingham      | Rasen         | Brian MacPhie    | Paul Hanley Todd Woodbridge         | 6:4, 6:3           |
| 36. | 4. Oktober 2004    | Schanghai       | Hartplatz     | Brian MacPhie    | Jared Palmer Pavel Vízner           | 6:4, 6:7, 6:7      |

### Mixed

#### Turniersiege
| Jahr | Turnier             | Partnerin        | Finalgegner                                      | Ergebnis      |
| ---- | ------------------- | ---------------- | ------------------------------------------------ | ------------- |
| 1990 | Wimbledon           | Zina Garrison    | Elizabeth Smylie John Fitzgerald                 | 7:5, 6:2      |
| 1995 | Australian Open     | Natallja Swerawa | Gigi Fernández Cyril Suk                         | 7:6, 6:7, 6:4 |
| 1997 | Australian Open (2) | Manon Bollegraf  | Larisa Sawtschenko Neiland John-Laffnie de Jager | 6:3, 6:7, 7:5 |
| 1997 | US Open             | Manon Bollegraf  | Mercedes Paz Pablo Albano                        | 3:6, 7:5, 6:3 |

#### Finalteilnahmen
| Jahr | Turnier         | Partnerin        | Finalgegner                    | Ergebnis      |
| ---- | --------------- | ---------------- | ------------------------------ | ------------- |
| 1990 | Australian Open | Zina Garrison    | Natallja Swerawa Jim Pugh      | 6:4, 2:6, 3:6 |
| 1989 | US Open         | Meredith McGrath | Shelby Cannon Robin White      | 6:3, 2:6, 5:7 |
| 1996 | US Open (2)     | Manon Bollegraf  | Lisa Raymond Patrick Galbraith | 6:7, 6:7      |
| 1999 | French Open     | Larisa Neiland   | Katarina Srebotnik Piet Norval | 3:6, 6:3, 3:6 |

## Abschneiden bei bedeutenden Turnieren

### Doppel
Die Tabelle listet die Ergebnisse der Grand-Slam-Turniere, der ATP Finals, der Olympischen Spiele, des Davis Cups und der Masters-Turniere auf.
| Turnier           | 2005 | 2004 | 2003 | 2002 | 2001 | 2000 | 1999 | 1998 | 1997 | 1996 | 1995 | 1994 | 1993 | 1992 | 1991 | 1990 | 1989 | 1988 | 1987 | 1986 | 1985 | 1984 | 1983 | 1982 | Karriere |
| ----------------- | ---- | ---- | ---- | ---- | ---- | ---- | ---- | ---- | ---- | ---- | ---- | ---- | ---- | ---- | ---- | ---- | ---- | ---- | ---- | ---- | ---- | ---- | ---- | ---- | -------- |
| Australian Open   | 2    | 2    | —    | VF   | —    | S    | HF   | VF   | HF   | VF   | VF   | VF   | 2    | F    | AF   | HF   | S    | S    | —    |      | —    | —    | —    | —    | 3 × S    |
| French Open       | 1    | 2    | 2    | 2    | AF   | 1    | VF   | 1    | VF   | VF   | AF   | 1    | 2    | 1    | F    | AF   | 1    | VF   | —    | —    | —    | —    | —    | —    | 1 × F    |
| Wimbledon         | 2    | AF   | 2    | 2    | VF   | VF   | 2    | VF   | AF   | 1    | F    | 2    | 2    | AF   | 1    | S    | F    | AF   | 2    | 1    | —    | —    | —    | —    | 1 × S    |
| US Open           | 1    | 1    | 2    | AF   | VF   | F    | 2    | 1    | 1    | 1    | VF   | 2    | S    | F    | 2    | 1    | VF   | F    | 1    | 2    | —    | —    | —    | 1    | 1 × S    |
| ATP Finals        | —    | —    | —    | —    | S    | HF   | RR   | RR   | S    | —    | RR   | —    | RR   | RR   | —    | RR   | —    | —    | —    | —    | —    | —    | —    | —    | 2 × S    |
| Indian Wells      | —    | 1    | —    | 1    | 1    | VF   | F    | AF   | VF   | 1    | 1    | AF   | 1    | 1    | AF   | HF   | —    | —    | —    | —    | —    | —    | —    | —    | 1 × F    |
| Miami             | —    | 1    | AF   | 2    | VF   | AF   | —    | S    | VF   | AF   | AF   | AF   | AF   | 2    | AF   | S    | —    | —    | —    | —    | —    |      |      |      | 2 × S    |
| Monte Carlo       | —    | —    | —    | 1    | —    | VF   | AF   | AF   | —    | —    | 1    | —    | —    | —    | —    | —    | —    | —    | —    | —    | —    | —    | —    | —    | 1 × VF   |
| Madrid            | —    | —    | —    | VF   |      |      |      |      |      |      |      |      |      |      |      |      |      |      |      |      |      |      |      |      | 1 × VF   |
| Rom               | —    | —    | —    | VF   | —    | AF   | S    | F    | HF   | —    | VF   | —    | —    | 1    | —    | 1    | —    | —    | —    | —    | —    | —    | —    | —    | 1 × S    |
| Hamburg           | —    | —    | —    | 1    | —    | 1    | HF   | HF   | —    | —    | AF   | —    | —    | AF   | —    | —    |      |      |      |      |      |      |      |      | 2 × HF   |
| Kanada            | —    | —    | —    | 1    | VF   | VF   | HF   | F    | AF   | —    | 1    | —    | AF   | HF   | —    | —    | —    | —    | —    | —    | —    | —    | —    | —    | 1 × F    |
| Cincinnati        | AF   | —    | —    | 1    | AF   | F    | AF   | AF   | 1    | HF   | 1    | 1    | AF   | AF   | VF   | HF   | —    | —    | —    | —    | —    | —    | —    | —    | 1 × F    |
| Stockholm         |      |      |      |      |      |      |      |      |      |      |      | —    | AF   | VF   | VF   | —    |      |      |      |      |      |      |      |      | 2 × VF   |
| Essen             |      |      |      |      |      |      |      |      |      |      | AF   |      |      |      |      |      |      |      |      |      |      |      |      |      | 1 × AF   |
| Stuttgart         |      |      |      |      | —    | VF   | AF   | AF   | F    | 1    |      |      |      |      |      |      |      |      |      |      |      |      |      |      | 1 × F    |
| Paris             | —    | —    | —    | HF   | S    | AF   | HF   | AF   | F    | 1    | AF   | —    | AF   | AF   | F    | AF   | —    | —    | —    | —    |      |      |      | —    | 1 × S    |
| Olympische Spiele |      | —    |      |      |      | —    |      |      |      | —    |      |      |      | —    |      |      |      | —    |      |      |      |      |      |      | —        |
| Davis Cup         | —    | —    | —    | —    | —    | HF   | —    | —    | F    | —    | —    | —    | —    | S    | F    | S    | —    | —    | —    | —    | —    | —    | —    | —    | 2 × S    |

Zeichenerklärung: S = Turniersieg; F, HF, VF, AF = Einzug ins Finale, Halb-, Viertel-, Achtelfinale; 1, 2, 3 = Ausscheiden in der 1., 2., 3. Haupt- / Finalrunde; Q1, Q2, Q3 = Ausscheiden in der 1., 2. 3. Qualifikationsrunde; RR = Round Robin (Gruppenphase); nicht ausgetragen oder andere Kategorie; PO (Playoff), P2 = Auf-/Abstiegsrunde zur Weltgruppe I/II im Davis Cup; W2 = Teilnahme in der Weltgruppe II